# Pioneering Spirit
Le Pioneering Spirit (ex Pieter Schelte) est, en 2015, le dernier navire de l'armateur helvético-néerlandais Allseas (en). C’est un bateau à coques séparées, pas tout à fait un catamaran, de très grande taille, spécialisé dans l'enlèvement et l'installation de plate-forme pétrolière ou gazière, et la pose de pipeline en haute-mer.

## Description
Sorti fin 2014 du chantier naval de Daewoo Shipbuilding & Marine Engineering à Geoje, en Corée du Sud, il navigue ensuite vers Rotterdam, où sont terminées les installations de pont.
Un des plus grands avantages de ce navire est la capacité de levage des deux grues géantes situées à l'arrière du navire. Elles peuvent déplacer des éléments de plateforme pesant jusqu'à 48 000 t, ce qui permettra, selon Allseas, de réduire considérablement le nombre d'opérations nécessaires à l'installation des plateformes.
Entre les deux coques, à l'avant du navire, se trouve un espace libre (slot) de 122 m de long sur 59 m de large. Il peut ainsi se placer de part et d'autre d'une plateforme à installer ou à déconstruire. Sur ses deux tiers arrière, cet intervalle entre les deux coques est couvert par des ponts continus.
Le Pioneering Spirit dispose de 8 groupes électrogènes délivrant 95 MW afin d'alimenter les 13 propulseurs azimutaux Rolls Royce de 5,5 MW, lui permettant une grande précision, couplé à son système de positionnement dynamique, LR DP (AAA) de chez Kongsberg.
Le navire aura coûté finalement près de 1,7 milliard de dollars US.
Au moment de sa mise en service, il est le navire le plus large au monde,.

## Caractéristiques
- Longueur hors tout : 382 m
- Longueur entre perpendiculaire : 370 m
- Largeur : 123,75 m
- Longueur du slot : 122 m
- Largeur du slot : 58,75 m
- Tirant d'eau : 10  à   25 m
- Déplacement : 1 million t[1]
- Vitesse maximum : 14 nœuds
- Équipage : jusqu'à 571 membres
- Système DP : LR DP (AAA) fully redundant Kongsberg K-Pos DP-22

## Controverses liées au nom
Le navire a été baptisé en l'honneur de l'ingénieur naval Pieter Schelte Heerema, père de Edward Heerema, propriétaire d'Allseas. Une controverse a été soulevée par l'engagement de Pieter Schelte Heerema dans les Waffen-SS pendant la Seconde Guerre mondiale, avant août 1943. Il a ensuite disparu. Pieter Schelte Heerema fut arrêté après la guerre, et condamné à trois ans de réclusion avant d'être libéré après un an et demi pour « services très importants rendus à la résistance entre août 1943 et mars 1944 »,.
Le porte-parole d'Allseas maintenait que le nom donné au navire était un hommage approprié à l'un des pionniers de l'industrie offshore mais le Pieter Schelte fut finalement renommé Pioneering Spirit.

## Sources
- Fascicule Pieter Schelte d'Allseas